# Кабуки

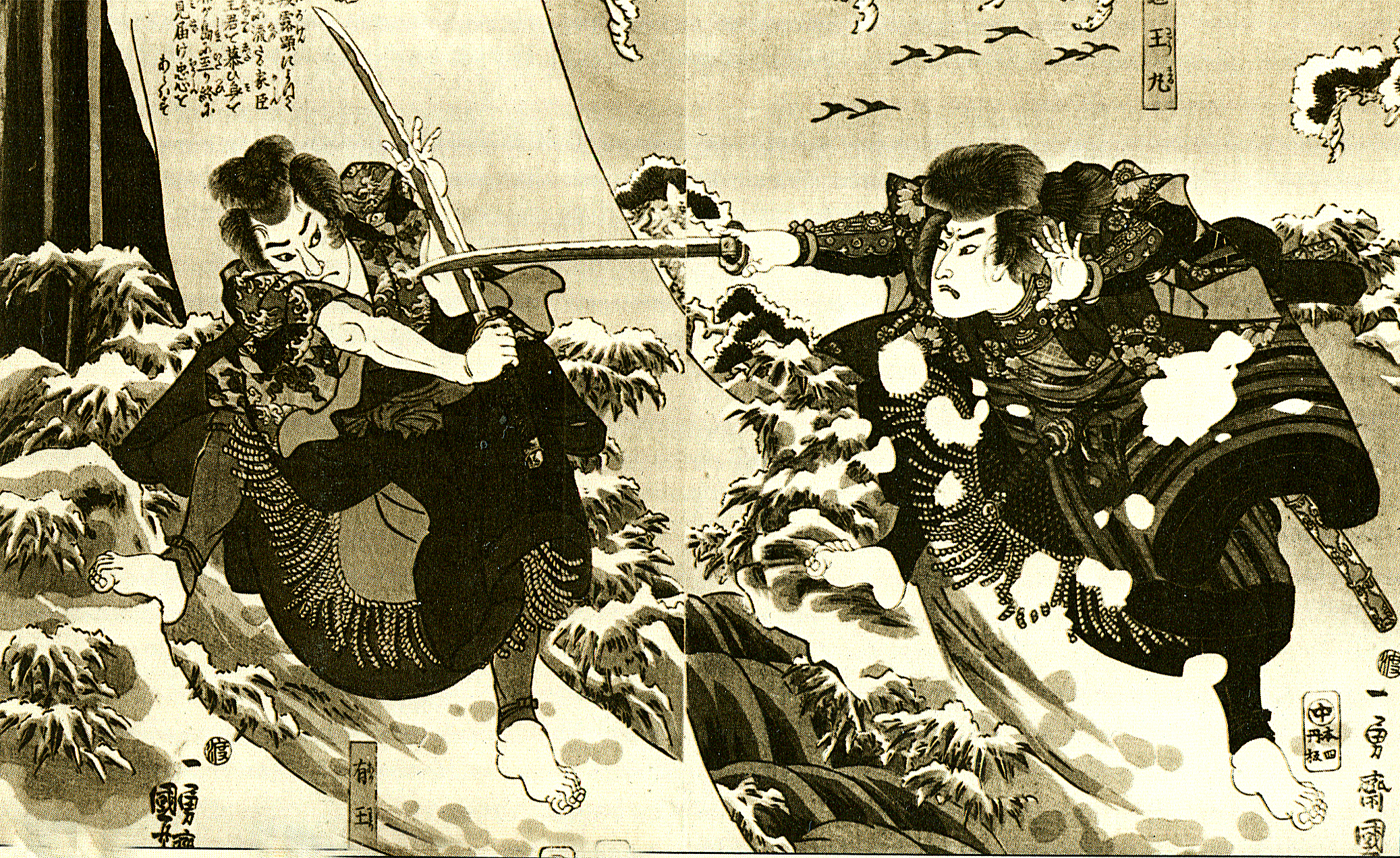
Артисты кабуки изображают бой самураев

Кабу́ки (яп. 歌舞伎, букв. «песня, танец, мастерство», «искусное пение и танцы») — один из видов традиционного театра Японии. Представляет собой синтез пения, музыки, танца и драмы. Исполнители кабуки используют сложный грим и костюмы с большой символической нагрузкой.

## Этимология слова «кабуки»
Слово «кабуки» произошло от широко распространённого глагола «кабуку» 傾く (かぶく), буквально означавшего «отклоняться». Впоследствии слово «кабуки» стало обозначаться китайскими иероглифами, а «кабуку» постепенно вышло из употребления.
Современное написание слова «кабуки» включает три иероглифа — 歌舞伎, где символы 歌舞 (кабу) обозначают словосочетание «песня и танец», а символ 伎 (ки) — «мастерство». В начале XVII века в качестве омонимов для ки использовались иероглифы «квалифицированная женщина» и «игра». Такая комбинация символов даёт описание драмы, которая в то время представляла собой представления, состоявшие из танцев, песен и скетчей с драматической составляющей.
В современном японском языке слово «кабуки» используется только в одном значении: для обозначения популярной формы драмы. В современном русском языке слово «кабуки» является неизменяемым несклоняемым существительным мужского и женского родов.

## История

### Период Эдо (1603—1868)
Жанр кабуки сложился в XVII веке на основе народных песен и танцев. Начало жанру положила Окуни, служительница святилища Идзумо Тайся, которая в 1603 году стала исполнять ритуальные танцы в высохшем русле реки близ Киото, а также на улицах города, где было достаточно многолюдно. Позже в свои выступления она стала добавлять романтические и светские танцы, которые исполнялись под звучание различных музыкальных инструментов (флейта, барабаны).

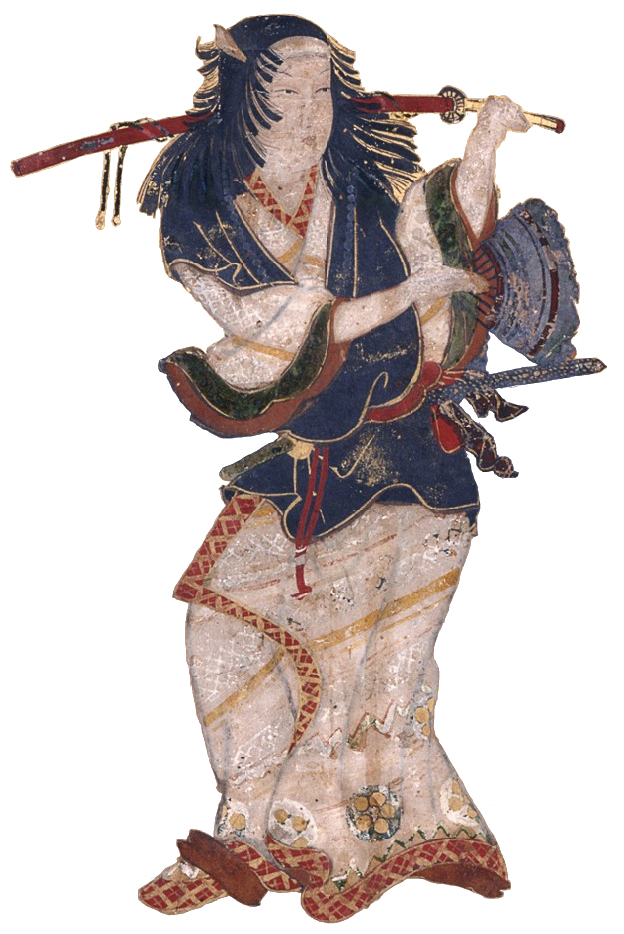
Основоположница театра кабуки Идзумо-но Окуни

Позднее женщина прославилась по всей столице. Окуни стала выступать на сцене. Женщины исполняли женские и мужские роли в комических пьесках, сюжетами которых служили случаи из повседневной жизни. Новый жанр быстро стал популярен, Окуни даже приглашали выступать перед Императорским двором. На гребне успеха нового вида театрального искусства начали возникать конкурирующие труппы, что дало начало зарождению театра кабуки, как соединения драматического и танцевального искусства, в котором все роли исполнялись женщинами.
Изначально кабуки представлял собой в большой степени грубые и неприличные постановки; многие актрисы вели аморальный образ жизни. Из-за этого для названия кабуки иногда использовали омоним (яп. 歌舞妓 кабуки, «театр поющих и танцующих куртизанок»).
Несколько грубая и даже неистовая атмосфера театральных представлений кабуки привлекла к себе внимание сёгунат Токугава, и в 1629 году, в целях сохранения общественной нравственности, женщинам было запрещено выступать на сцене. Некоторые историки считают, что правительство также было обеспокоено популярностью постановок, освещающих жизнь обычных людей, а не героев древности, и скандалами, связанными с кабуки, в которые были вовлечены некоторые государственные чиновники.
В виду большой популярности кабуки место женщин-исполнительниц ролей заняли юноши. Вместе с этим изменился и характер постановок — больше внимания уделялось драматическому искусству, нежели танцу. Однако, это мало повлияло на нравственную сторону представлений, к тому же юноши-актёры были не менее доступны для публики, чем их предшественницы. Представления зачастую прерывались дебошами, что заставило сёгунат запретить выступления юношей на сцене кабуки в 1652 году.
С 1653 года в труппах кабуки могли выступать только зрелые мужчины, что привело к развитию утончённого, глубоко стилизованного вида кабуки — «яро-кабуки» (яп. 野郎歌舞伎 яро: кабуки, «плутовской кабуки»). Эта метаморфоза произошла под влиянием также популярного в то время в Японии комического театра кёгэн. Почти всегда все роли кабуки исполняются мужчинами. Актёры, специализирующиеся на исполнении женских ролей, называются «оннагата» или «ояма» (яп. 女形, «[актёры] женского стиля»). Два других стиля исполнения называются «арагото» (яп. 荒事, «грубый стиль») и вагото (яп. 和事, «мягкий, гармоничный стиль»). Среди актёров кабуки существуют театральные династии, специализирующиеся на определённых стилях игры.
Во времена периода Гэнроку театр кабуки процветал. Структура постановок была формализирована, появилось много элементов стилизации. Установились и типы персонажей. Кабуки и «нингё-дзёрури» (яп. 人形浄瑠璃, кукольный театр, позже получивший известность под названием бунраку) тесно ассоциировались друг с другом и оказывали друг на друга значительное влияние. Тикамацу Мондзаэмон, один из первых профессиональных авторов пьес кабуки, создал несколько постановок, оказавших огромное влияние на развитие театра, хотя, считающаяся самой знаменитой из его работ, пьеса Самоубийство влюблённых в Сонэдзаки, изначально была написана для театра бунраку. Как и множество других пьес для бунраку, «Самоубийство» было адаптировано для театра кабуки и вызвало множество подражаний — она породила так много подражателей-самоубийц в жизни, а не на сцене, что правительство запретило постановку пьес об обоюдном самоубийстве влюблённых в 1723 году. Этот же период характеризуется появлениям языка поз «миэ» (яп. 見得) и грима «кумадори» (яп. 隈取り), созданных Итикавой Дандзюро.
К середине XVIII века публика потеряла интерес к кабуки, и бунраку занял место важнейшего для представителей низших классов общества жанра искусств (отчасти, благодаря появлению нескольких талантливых постановок бунраку). Развитие кабуки не происходило до конца XVIII века, когда театр начал возвращать себе былую популярность.

### Период Мэйдзи (1868—1912)
С началом реставрации Мэйдзи, изменившей ход исторического развития Японии, во всех областях жизни общества началась широкая полоса заимствований опыта европейских стран. В этой ситуации искусству кабуки грозило разрушение. Первым на новые веяния откликнулся выдающийся театральный деятель Морита Канъя XII (1845—1897), бывший владельцем одного из трёх больших театров кабуки в Эдо — «Моритадза». Как только были сняты ограничения на территориальное размещение театров, Морита Канъя перенёс свой театр из квартала Сарукава-мати в Асакусе в один из центральных кварталов столицы — Синтоми-тё.

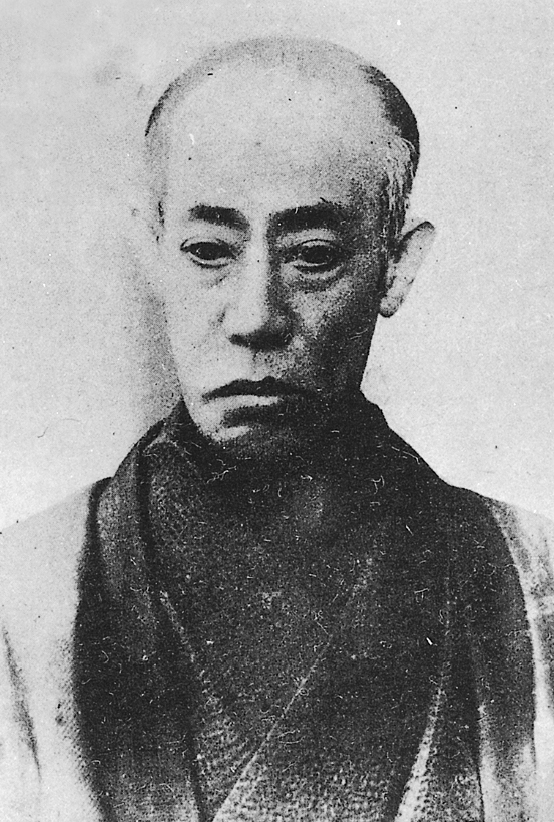
Итикава Дандзюро IX

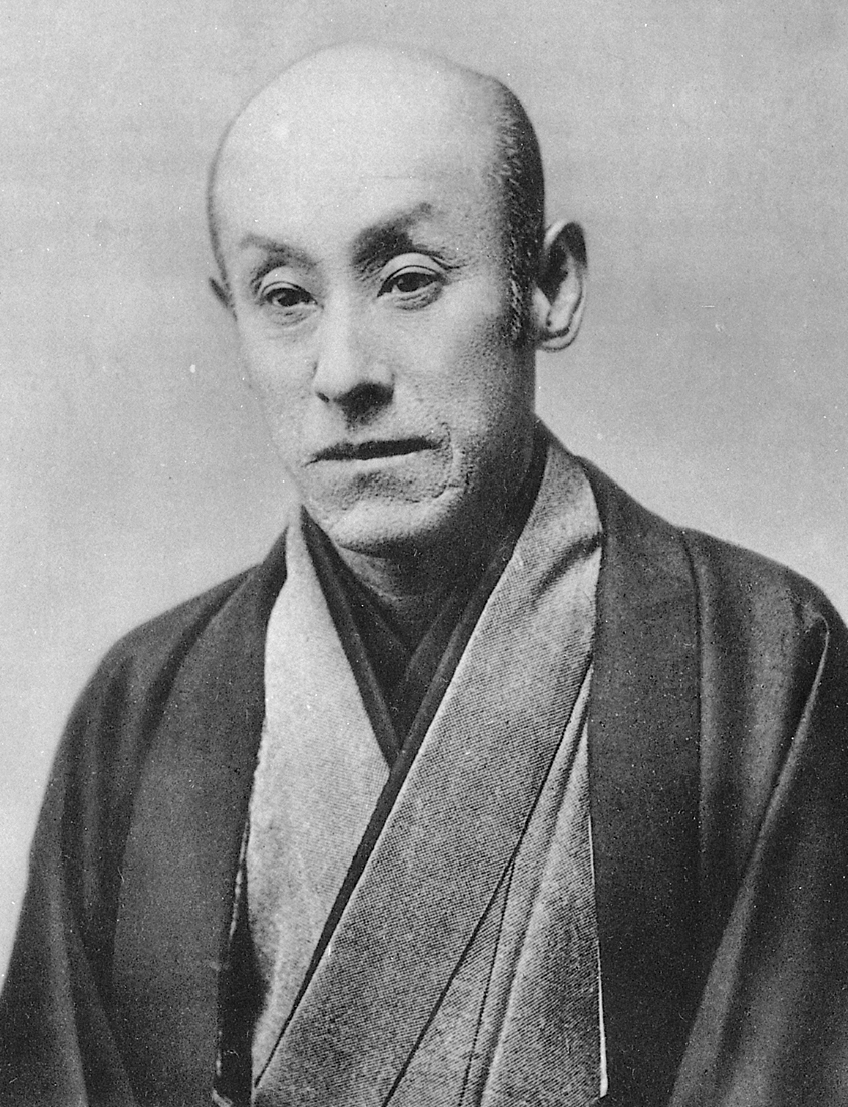
Оно-э Кикугоро V

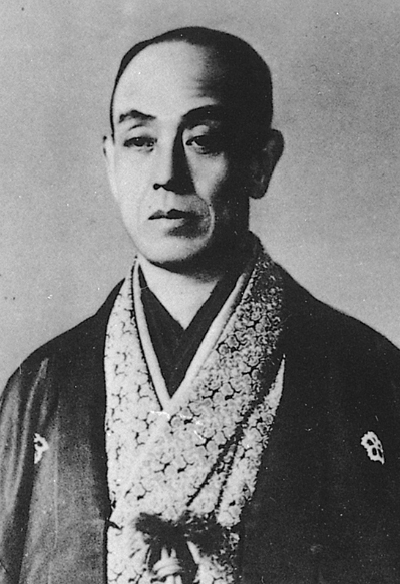
Итикава Садандзи I

Театр был реконструирован согласно европейскому образцу. Была упразднена башня ягура (непременная принадлежность старых театров); для публики, одетой в европейские платья, в партере устанавливались стулья. Для освещения стали применяться газовые фонари. В 1878 году на торжественное открытие театра под новым названием «Синтомидза» (по имени места, в котором он находился) было приглашено более тысячи гостей, включая журналистов, иностранных представителей и представителей высшей власти. На мероприятии играл военный оркестр, а актёры кабуки, одетые во фраки, обращались со сцены к гостям. Таким образом театр демонстрировал отход от традиций и стремление приспособиться к новым реалиям. В 1887 году Морита Канъя с помощью министра иностранных дел Иноуэ Каору организовал посещение театра императором и императрицей, что стало первым подобным случаем в истории кабуки. Этот факт поднял театр в глазах общественности, и его актёры перестали рассматриваться как низшая социальная группа.
В период Мэйдзи творят актёры, заложившие основу современного кабуки и считающиеся величайшими актёрами этого периода: Итикава Дандзюро IX, Итикава Садандзи I и Оноэ Кикугоро V.
Итикава Дандзюро IX (1838 либо 1839—1903), искусство которого считалось высшим достижением актёрского мастерства кабуки, создавал новые виды спектаклей в рамках традиционной техники исполнения. Начиная с 1878 года он стал выступать в написанных специально для него новых пьесах кацурэки-гэки («пьесы живой истории»), где благодаря тщательным исследованиям удавалось детально изображать исторические события. Они не имели большой популярности, но всё-таки сыграли свою роль в дело развития кабуки: театр привлёк интерес, отличный от искусства интеллигенции, а для последующих создателей исторической драмы находки и ошибки Итикавы Дандзюро IX послужили уроком.
Оно-э Кикугоро V (1844—1903), друг и соперник Итикавы Дандзюро IX, был главным актёром дзангири-моно — нового жанра бытовых пьес. Слово «дзангири» буквально означает «коротко остриженная голова», это — мужская причёска, сменившая феодальную тёммагэ (когда брились лбы и пучки на затылке), которую и носили персонажи новых пьес. Первым произведением дзангири-моно стала пьеса Каватакэ Мокуами «Токё нитинити симбун», поставленная в театре «Моритадза» в 1873 году. К 1882 году жанр исчерпал себя.
Итикава Садандзи I (1842—1904) создал в 1893 году театр «Мэйдзидза», в котором шестью годами спустя была поставлена пьеса Мацуи Сёё «Акугэнта» — первая пьеса, автором которой стал человек, не принадлежавший к кругу профессиональных драматургов кабуки. Этот круг был очень замкнутым и консервативным, избегавшим всякого влияния извне, и именно Итикава Садандзи I изменил эту ситуацию. В дальнейшем новые пьесы для кабуки стали создаваться широким кругом литераторов и драматургов.
Цубоути Сёё (1856—1935), профессор университета Васэда и крупный шекспировед, работая над переводами английского драматурга и постоянно сравнивая шекспировские тексты с текстами пьес кабуки, пришёл к выводу, что для внесения современности в японский театр необходимо избавить драму от повествования. Он создаёт пьесы «Кири хитоха» и «Хототогису кодзё-но ракугэцу».
В 1902 году братьями-близнецами Сираи Мацудзиро и Отани Такэдзиро была основана компания «Сётику», со временем ставшая крупнейшей японской театральной и кинокомпанией. Вступив в соглашения с крупнейшими руководителями трупп, они стали финансировать постановки отдельных пьес, покупали театральные помещения и брались за руководство театрами. В марте 1911 года открылся первый построенный в европейском стиле театр «Тэйкоку гэкидзё», при котором была создана актёрская школа, использовавшая опыт европейского театра. Набор в эту школу был свободным: преимуществ членам актёрских семей не предоставлялось. В программу обучения входили занятия европейской оперой и балетом, их преподавал итальянец Джованни Росси. Подготовленные актёры и актрисы стали появляться на сцене наряду с оннагата. На сцене «Тэйкоку гэкидзё» часто выступали зарубежные артисты, приезжавшие на гастроли.

### Периоды Тайсё (1912—1926) и Сёва (1926—1989)
1 сентября 1923 года в Японии произошло сильное землетрясение магнитудой 8,3, принёсшее большие разрушения и временно приостановившее развитие театрального искусства: большинство старых театров было разрушено, а спектакли ставились на малых сценах. После 1923 года компания «Сётику» стала монопольным владельцем мира кабуки, а к 1931 году контролировала почти все крупнейшие театры и труппы кабуки во всей Японии. В 1932 году Кобаяси Итидзо была основана компания «Тохо», которая стала главным соперником «Сётику».
В 1928 году прошли первые зарубежные гастроли кабуки: труппа под руководством Итикавы Садандзи II посетила Советский Союз и дала представления в Москве и Ленинграде. Итикава Садандзи II (1880—1940), посетивший вместе с драматургом Мацуи Сёё несколько европейских стран и США, занимался активной театральной деятельностью, полагая, что в преобразовании нуждается не форма японского театра, а его содержание. Получив по наследству статус владельца театра «Мэйдзидза», он в содружестве с драматургом и критиком Окой Онитаро поставил пьесу Ямадзаки Сико «Кабуки моногатари», декорации для которого были выполнены в европейском стиле художниками, работающими маслом. Такое нововведение понравилось публике.
Садандзи II считал полезными контакты с другими жанрами театрального искусства; он участвовал в создании одной из первых трупп современной драмы сингэки — «Дзию гэкидзё». В этом театре актёры кабуки впервые сыграли в спектакле по пьесе зарубежного автора — драме «Йун Габриель Боркман» Генрика Ибсена. Садандзи экспериментально включал иностранные пьесы, такие как «Верный» Джона Мейсфилда и «На дне» Максима Горького, в программу кабуки. Садандзи видел путь к обновлению искусства кабуки в обращении к пьесам, рассчитанным на специфику кабуки, но написанным современными авторами; он стремился к выработке новых приёмов исполнения, которые бы, при этом, не нарушали стиля кабуки и явились развитием старых традиций. Совместно с драматургом Окамото Кидо (1872—1939) Садандзи является основоположником нового типа пьеса для кабуки — синкабуки (яп. 新歌舞伎, букв. «новый кабуки»).
В годы Второй мировой войны (1939—1945) многие актёры были мобилизованы в армию. В результате бомбардировок были уничтожены многие театры кабуки, а немногие из уцелевших крупных театральный зданий были преобразованы оккупационными властями в кинотеатры и клубы для военных. После окончания войны американскими оккупационными властями многие виды классического японского искусства, в том числе бо́льшая часть репертуара кабуки, были отнесены к категории антидемократических. По словам Эрла Эрнста, американского театроведа, назначенного сразу после войны экспертом по театру при Штабе оккупационных войск, работниками театральной секции Управления гражданской информации и просвещения союзных войск (Рэнгогун минкан дзёхо кёикубу) «был просмотрен весь репертуар японских театров, особенно традиционный театр дзёрури и кабуки», в результате чего большинство наиболее популярных пьес традиционного театра было названо основанными на феодальной идеологии и не подходящими для народа, намеренного навсегда отказаться от войны и встать на путь демократии.

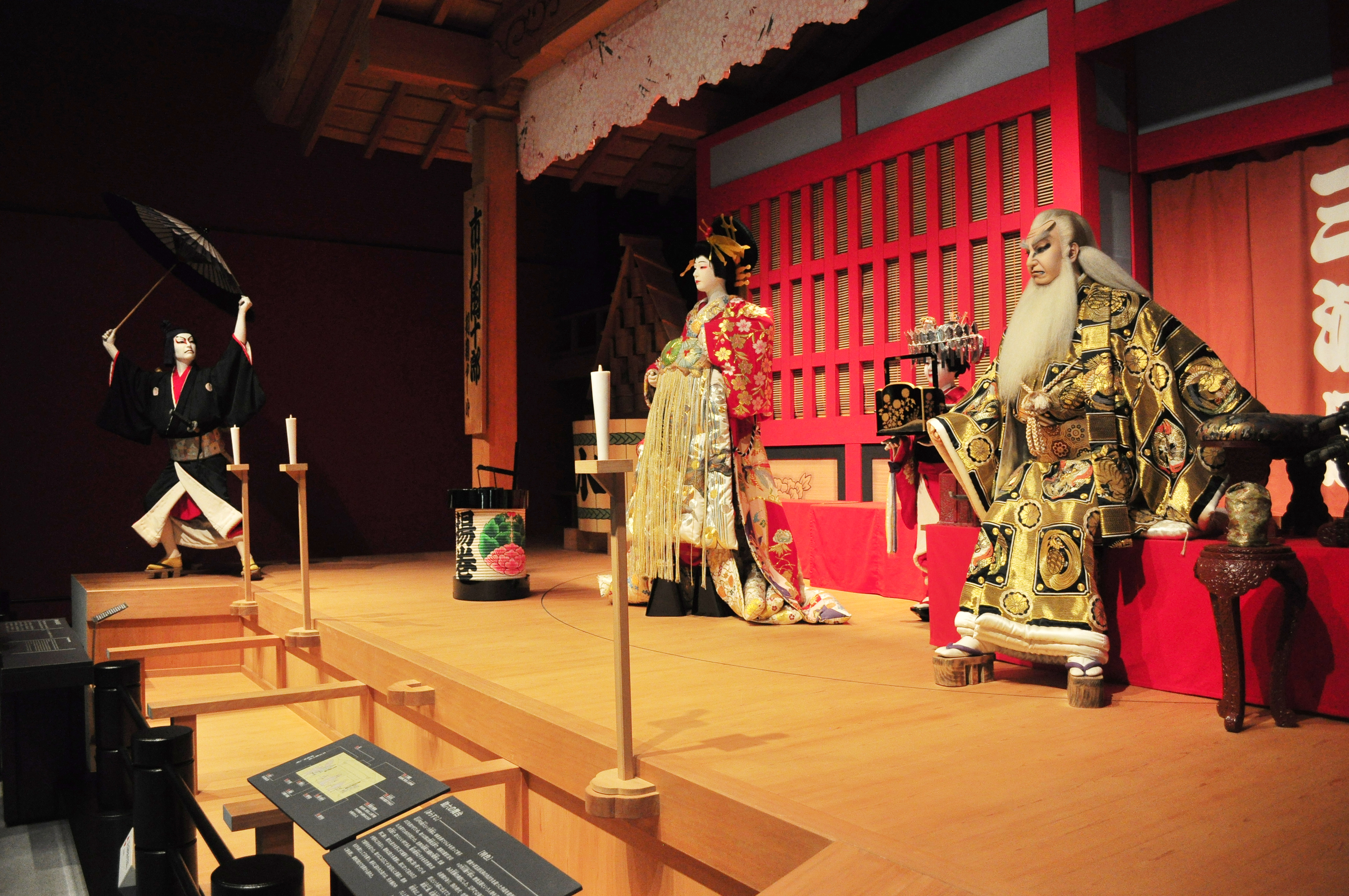
Экспозиция в Музее Эдо-Токио, изображающая сцену из спектакля «Сукэроку»

Допущенные к постановке пьесы были включены в особый список. Театрам было предписано включать в репертуар не менее 30 % новых произведений (в январе 1946 года планка была увеличена до 50 %), при этом английский перевод новых пьес было необходимо предоставлять в Отдел гражданской цензуры при Управлении за неделю до премьеры. В газетах стали появляться заметки, авторы которых выражали сомнения, что традиционный театр сможет выжить в таких условиях. Однако уже в сентябре 1945 года первой после окончания войны свою деятельность возобновила труппа «Дзэнсиндза» постановкой пьесы Цуути Дзихэя «Сукэроку» — одной из наиболее популярных пьес классического репертуара. С 1946 года возобновила спектакли и компания «Сётику», обратившись к своему конкуренту — компании «Тохо», которой принадлежал один из немногих сохранившихся до конца войны крупных театров, где можно было организовать представление.
В противовес американским, японские власти старались поддержать традиционное национальное искусство. В первые послевоенные годы ряд актёров старшего поколения был удостоен звания члена Академии искусств, а также различных правительственных наград. Из-за того что многие крупные актёры кабуки умерли в годы войны или сразу после неё, ведущие роли в пьесах стали поручать молодым актёрам; поскольку театральных помещений было мало, им часто приходилось выступать в залах крупных магазинов.

### Кабуки в XXI веке

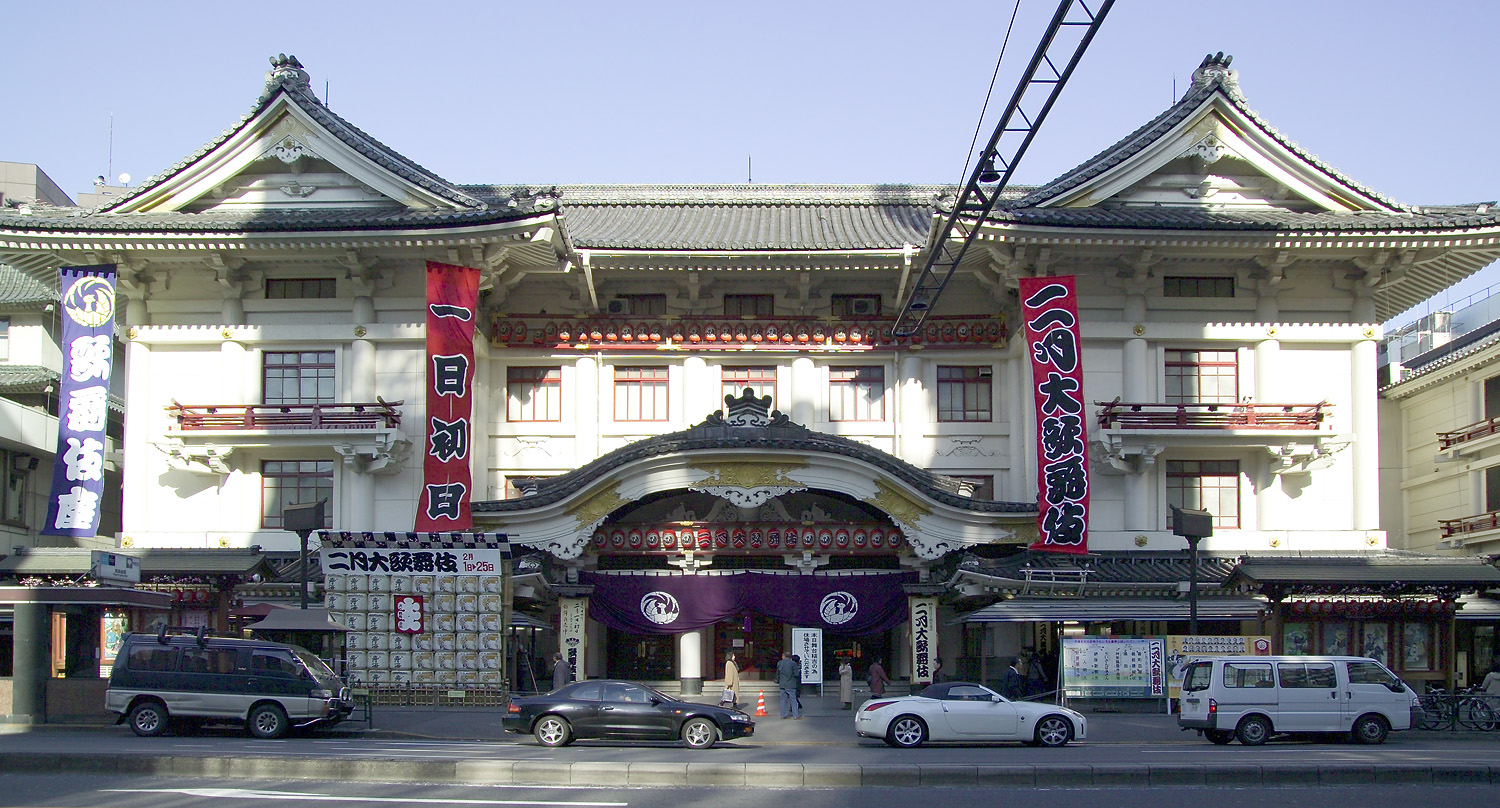
Здание театра Кабуки-дза в Гиндзе (Токио)

В современной Японии кабуки остаётся довольно популярным жанром — это самый популярный вид театрального искусства среди всех традиционных японских драматических жанров. Многие ведущие актёры кабуки часто снимаются в кино и на телевидении (известный актёр-оннагата Бандо Тамасабуро V сыграл несколько ролей (в том числе и женских) в кинофильмах).
В некоторых театральных труппах женские роли снова стали исполнять женщины, а после Второй мировой войны был сформирован полностью женский коллектив кабуки Итикава Кабуки-дза. Память основательницы жанра, Окуни, была увековечена в статуе в киотоском районе Понто-тё в 2003 году.
24 ноября 2005 года кабуки вошёл в «Третью Декларацию шедевров устного наследия человечества» ЮНЕСКО.

## Элементы кабуки
Сцена в театре кабуки имеет своеобразное строение. Её авансцена «ханамити» (яп. 花道, букв. «цветочная тропа» или «путь цветка»), по которой актёры входят на сцену и выходят с неё во время театрального действа, расположена прямо в зрительном зале.
Театры кабуки были улучшены технически, получив появившиеся в XVIII веке вращающиеся сцены, механические люки и т. д., что значительно повысили эффектность театральных постановок.
В кабуки, как, впрочем, и в некоторых других традиционных японских театрах, смена декорации происходит порой прямо посреди акта, актёры продолжают играть, а занавес (агэмаку) не задвигается. Рабочие сцены (яп. 黒子 куроко), одетые в чёрное и считающиеся «невидимыми», в это время спешно меняют антураж.
Театр кабуки в настоящее время состоит из трёх типов постановок:
- «Дзидай-моно» (яп. 時代物) — «исторические» пьесы, созданные до периода Сэнгоку
- «Сэва-моно» (яп. 世話物) — «простонародные», созданные после периода Сэнгоку
- «Сёсагото» (яп. 所作事)— танцевально-драматические пьесы.

Первую категорию обычно подразделяют на 3 поджанра: отё-моно (пьесы из придворной жизни), собственно дзидаи-моно и оиэ-моно (пьесы о феодальных раздорах).
Важными особенностями кабуки является «язык поз», миэ, с помощью которого актёр выводит на сцене своего персонажа; грим кэсё, привносящий необходимую стилистику персонажу, делая его легко узнаваемым даже для не искушённых в театральном искусстве зрителей. Рисовая пудра используется для белой основы грима, в то время как кумадори подчеркивает или усиливает черты лица актёра, для создания «маски» животного или сверхъестественного существа. Кумадори соответствует амплуа. Особенность мужского грима — нанесение на лицо цветных линий, каждая из которых имеет особый смысл. Женский грим отличается от европейского лишь большей утрированностью черт (аналогично красятся гейши).

## Грим

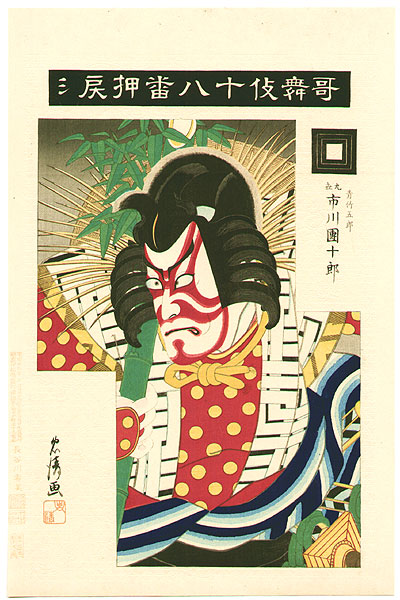
Грим кумадори

Специфическим методом гримирования в театре кабуки является кумадори (яп. 隈取, букв. «нанесение полос на лицо»). По одной из версий, кумадори был создан под влиянием китайского театра, поскольку он похож на образцы грима ляньпу. Кумадори особенно широкое распространение получил в театральном мире периода Эдо.
Сначала волосы актёра завязываются специальной шёлковой материей, затем актёр наносит белила на переднюю часть шеи и лицо, кисточкой наносит краску на губы и брови, подкрашивает глаза, следом слой белил наносится на руки и ноги, гримёр накладывает белила на затылок, после этого актёру на голову надевают парик. Затем актёра облачают в театральный костюм (нижнее и верхнее кимоно), поверх завязывают пояс оби, и в таком виде перед выходом на сцену актёр последний раз проверяет и подправляет грим.
На нанесение грима актёрами-оннагата затрачивается немало сил. Обычно перед тем, как на актёра надевается парик, на его лбу разглаживают морщины и подтягивают вбок кверху кожу у наружного края глаз, такой приём называется «мэцури». В истории театра бывали случаи, когда актёры, жертвуя своим здоровьем, наносили грим даже на глаза (для создания эффекта налившихся кровью глаз) и язык (в некоторых пьесах существуют сцены, когда актёр должен широко раскрыть рот и высунуть свой язык). Некоторые актёры погибали от отравления свинцом, поскольку использовали ядовитые свинцовые белила, обладавшие лучшими на тот момент кроющими свойствами.
По цвету кумадори разделяется на три большие группы: красный оттенок символизирует справедливость, смелость и сверхчеловеческую силу, а фиолетово-синий — страх и скрытую злобу. Также существуют специальные расцветки грима фудукома и кумадори для отображения животных. В некоторых случаях грим актёра меняется прямо на сцене во время пьесы: актёр может незаметно для зрителя нанести на себя линии кумадори.

## Зарубежные гастроли кабуки
Первые зарубежные гастроли кабуки прошли в 1928 году в Советском Союзе. Труппу, включившую 19 актёров, 8 музыкантов и 8 человек вспомогательного персонала, возглавил Итикава Садандзи II. Коллектив привёз с собой три программы; представления прошли в Москве и Ленинграде и имели у советских зрителей большой успех. Участники гастролей имели возможность познакомиться со спектаклями московских театров и общались с советскими театральными деятелями.

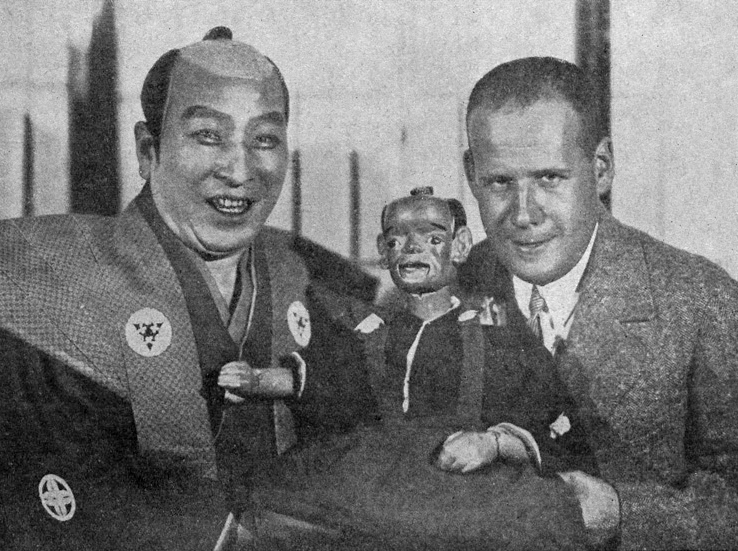
Итикава Садандзи II и Сергей Эйзенштейн (фотография 1928 года)

В книге 1966 года «Хоо кабуки соно кироку то ханкё» (яп. 訪欧歌舞伎 : その記錄と反響, букв. «Поездка кабуки в Европу. Заметки и отклики») руководство компании «Сётику» отмечало роль Советского Союза в выходе кабуки на международную арену, а также то, что «всемирно известный советский режиссёр Станиславский и творец теории киномонтажа Эйзенштейн и другие советские деятели искусства первыми очень высоко оценили кабуки». По словам Сергея Эйзенштейна, «японец рассматривает каждый театральный аспект не как несоизмеримую единицу различных категорий воздействия (на разные органы чувств), а как единицу театра. <…> В кабуки мы действительно „слышим движение“ и „видим звук“».
Следующий крупный тур состоялся в 1955 году: труппа, возглавляемая Итикавой Энносукэ II, дала представления в Китае. Начиная с 1960 года, когда театр кабуки впервые посетил США, его зарубежные гастроли стали носить частый характер. Японский театровед Тосио Каватакэ, сопровождавший театр во время зарубежных гастролей, писал: «Реакция зарубежной публики <…> доказала, что широкий зритель, который, вероятно, считал, будто привлекательность кабуки заключается в экзотических костюмах и красивых танцах, понял, что кабуки — высокое театральное искусство. Несмотря на различие в языке, необычность костюмов и прочее, подлинное искусство трогает людей всегда и всюду. Театр кабуки доказал, что его искусство именно таково».
Во второй раз театр кабуки посетил СССР в 1961 году; представления снова состоялись в Москве и Ленинграде. В труппу вошло 28 актёров, 22 музыканта и ещё 22 человека вспомогательного персонала. В программу было включено пять пьес — «Рэндзиси» и «Мусумэ Додзёдзи» (танцевальные пьесы, заимствованные из театра но), «Сюнкан» (историческая пьеса из репертуара театра дзёрури), «Кагэцурубэ» (бытовая драма с пышным оформлением) и «Наруками» (пьеса со сказочным сюжетом).
| Хронометраж представлений театра кабуки во время гастролей 1961 года | Хронометраж представлений театра кабуки во время гастролей 1961 года | Хронометраж представлений театра кабуки во время гастролей 1961 года | Хронометраж представлений театра кабуки во время гастролей 1961 года | Хронометраж представлений театра кабуки во время гастролей 1961 года | Хронометраж представлений театра кабуки во время гастролей 1961 года |
| Название пьесы                                                       | Москва                                                               | Москва                                                               | Москва                                                               | Ленинград                                                            | Ленинград                                                            |
| Название пьесы                                                       | премьера                                                             | 3-й день                                                             | 4-й день                                                             | премьера                                                             | посл. день                                                           |
| -------------------------------------------------------------------- | -------------------------------------------------------------------- | -------------------------------------------------------------------- | -------------------------------------------------------------------- | -------------------------------------------------------------------- | -------------------------------------------------------------------- |
| «Наруками»                                                           | не шла                                                               | 48 мин.                                                              | 47 мин.                                                              | 45 мин.                                                              | 44 мин.                                                              |
| «Рэндзиси»                                                           | 38 мин.                                                              | 29 мин.                                                              | 31 мин.                                                              | 30 мин.                                                              | 29 мин.                                                              |
| «Кагоцурубэ»                                                         | 14 мин.                                                              | 12 мин.                                                              | 15 мин.                                                              | 15 мин.                                                              | 13 мин.                                                              |
| «Сюнкан»                                                             | 1 ч. 2 мин.                                                          | 53 мин.                                                              | 52 мин.                                                              | 53 мин.                                                              | 55 мин.                                                              |
| «Мусумэ Додзёдзи»                                                    | 56 мин.                                                              | 44 мин.                                                              | 32 мин.                                                              | 30 мин.                                                              | 29 мин.                                                              |
| Всего                                                                | 2 ч. 50 мин.                                                         | 3 ч. 6 мин.                                                          | 2 ч. 57 мин.                                                         | 2 ч. 53 мин.                                                         | 2 ч. 50 мин.                                                         |

Поскольку длительность спектакля театра кабуки в два раза больше длительности спектакля русского театра, перед организаторами гастролей и актёрами стояла задача уместить традиционную программу кабуки в определённый лимит времени. Первоначально руководители труппы хотели разделить программу и показывать её отдельными частями, и хотя такой вариант был бы для членов труппы самым простым и лёгким вариантом, они его отвергли. Каватакэ Тосио назвал причиной такого решения желание «показать настоящий театр кабуки, а не кабуки, приспособленный для иностранцев».
Выходом из ситуации стало сокращение пьес: актёры снова и снова проигрывали их на репетициях, исключая тот или иной эпизод. На выступлениях ежедневно вёлся строгий хронометраж длительности представления. Так, хронометраж представлений в первый день в Москве и в последний день в Ленинграде составил 2 часа 50 минут при том, что в первом случае демонстрировалось четыре пьесы (не игралась «Наруками»), а во втором — пять.

## Комментарии
1. ↑  Среди удостоенных звания члена Академии искусств были Итикава Энносукэ II, Накамура Китиэмон I, Накамура Байгёку III, Оноэ Кикугоро VI, Дзицукава Эндзяку II, Итикава Дзюкаи I, Бандо Мицугоро VII и другие[29][32].
2. ↑  В гастрольные программы выступлений в 1928 году вошли спектакли «Бантё Сараясики», «Мусумэ Додзёдзи», «Наруками», «Самбасо», «Сюдзэндзи моногатари», «Торибэяма синдзю», «Тюсингура»[39].